# Campionati europei di tuffi 2017 - Trampolino 3 metri maschile
La gara dal trampolino 3m maschile ai Campionati europei di tuffi 2017 si è svolta il 16 giugno 2017 e vi hanno preso parte 31 atleti.

## Medaglie
| Posizione | Atleti         | Paese   |
| --------- | -------------- | ------- |
| Oro       | Il'ja Zacharov | Russia  |
| Argento   | Illja Kvaša    | Ucraina |
| Bronzo    | Oleh Kolodij   | Ucraina |

## Risultati
| Pos. | Atleti                    | Nazionalità   | Qualificazioni | Qualificazioni | Finale | Finale |
| Pos. | Atleti                    | Nazionalità   | Punti          | Pos.           | Punti  | Pos.   |
| ---- | ------------------------- | ------------- | -------------- | -------------- | ------ | ------ |
|      | Il'ja Zacharov            | Russia        | 432.35         | 1              | 525.10 | 1      |
|      | Illja Kvaša               | Ucraina       | 431.90         | 2              | 484.30 | 2      |
|      | Oleh Kolodij              | Ucraina       | 364.70         | 12             | 470.30 | 3      |
| 4    | Matthieu Rosset           | Francia       | 396.85         | 4              | 455.55 | 4      |
| 5    | Ross Haslam               | Gran Bretagna | 391.35         | 5              | 429.65 | 5      |
| 6    | Giovanni Tocci            | Italia        | 372.95         | 9              | 418.80 | 6      |
| 7    | Stephan Feck              | Germania      | 402.45         | 3              | 404.95 | 7      |
| 8    | Nicolás García Boissier   | Spagna        | 374.85         | 7              | 396.45 | 8      |
| 9    | James Heatly              | Gran Bretagna | 371.25         | 10             | 395.60 | 9      |
| 10   | Jaŭhen Karalëŭ            | Bielorussia   | 380.30         | 6              | 370.95 | 10     |
| 11   | Alberto Arévalo Alcón     | Spagna        | 369.35         | 11             | 349.55 | 11     |
| 12   | Kacper Lesiak             | Polonia       | 373.35         | 8              | 339.50 | 12     |
| 13   | Evgeny Kuznetsov          | Russia        | 363.90         | 13             |        |        |
| 14   | Patrick Hausding          | Germania      | 356.25         | 14             |        |        |
| 15   | Jonathan Suckow           | Svizzera      | 355.95         | 15             |        |        |
| 16   | Jouni Kallunki            | Finlandia     | 355.25         | 16             |        |        |
| 17   | Mikita Tkachou            | Bielorussia   | 352.90         | 17             |        |        |
| 18   | Guillaume Dutoit          | Svizzera      | 349.35         | 18             |        |        |
| 19   | Gwendal Bisch             | Francia       | 347.75         | 19             |        |        |
| 20   | Andrzej Rzeszutek         | Polonia       | 346.70         | 20             |        |        |
| 21   | Constantin Blaha          | Austria       | 340.55         | 21             |        |        |
| 22   | Juho Junttila             | Finlandia     | 323.75         | 22             |        |        |
| 23   | Botond Bóta               | Ungheria      | 323.35         | 23             |        |        |
| 24   | Jack Ffrench              | Irlanda       | 307.50         | 24             |        |        |
| 25   | Alexander Kostov          | Bulgaria      | 299.50         | 25             |        |        |
| 26   | Nikita Kozlovskis         | Lettonia      | 291.90         | 26             |        |        |
| 27   | Sandro Melikidze          | Georgia       | 284.70         | 27             |        |        |
| 28   | Joey Van Etten            | Paesi Bassi   | 280.40         | 28             |        |        |
| 29   | Adriano Ruslan Cristofori | Italia        | 268.50         | 29             |        |        |
| 30   | Fabian Brandl             | Austria       | 264.75         | 30             |        |        |
| 31   | Abel Ligart               | Ungheria      | 232.90         | 31             |        |        |